# Pont levant
Ne doit pas être confondu avec Pont-levis.
Un pont levant désigne généralement un pont dont le tablier est mobile et peut être levé à l'horizontale.
un point levant est construis de béton et d'acier 

## Exemples de ponts levants
- Pont de la rue de Crimée à Paris (ouvert en 1885).
- Pont de Recouvrance à Brest (ouvert en 1954).
- Pont de Martrou à Échillais (ouvert en 1961, démoli en 1991), remplaçant le pont transbordeur de Martrou sur la Charente.

- Pont Gustave-Flaubert à Rouen (ouvert en 2008).
- Pont Jacques-Chaban-Delmas à Bordeaux (ouvert en 2013).

Pont levant.
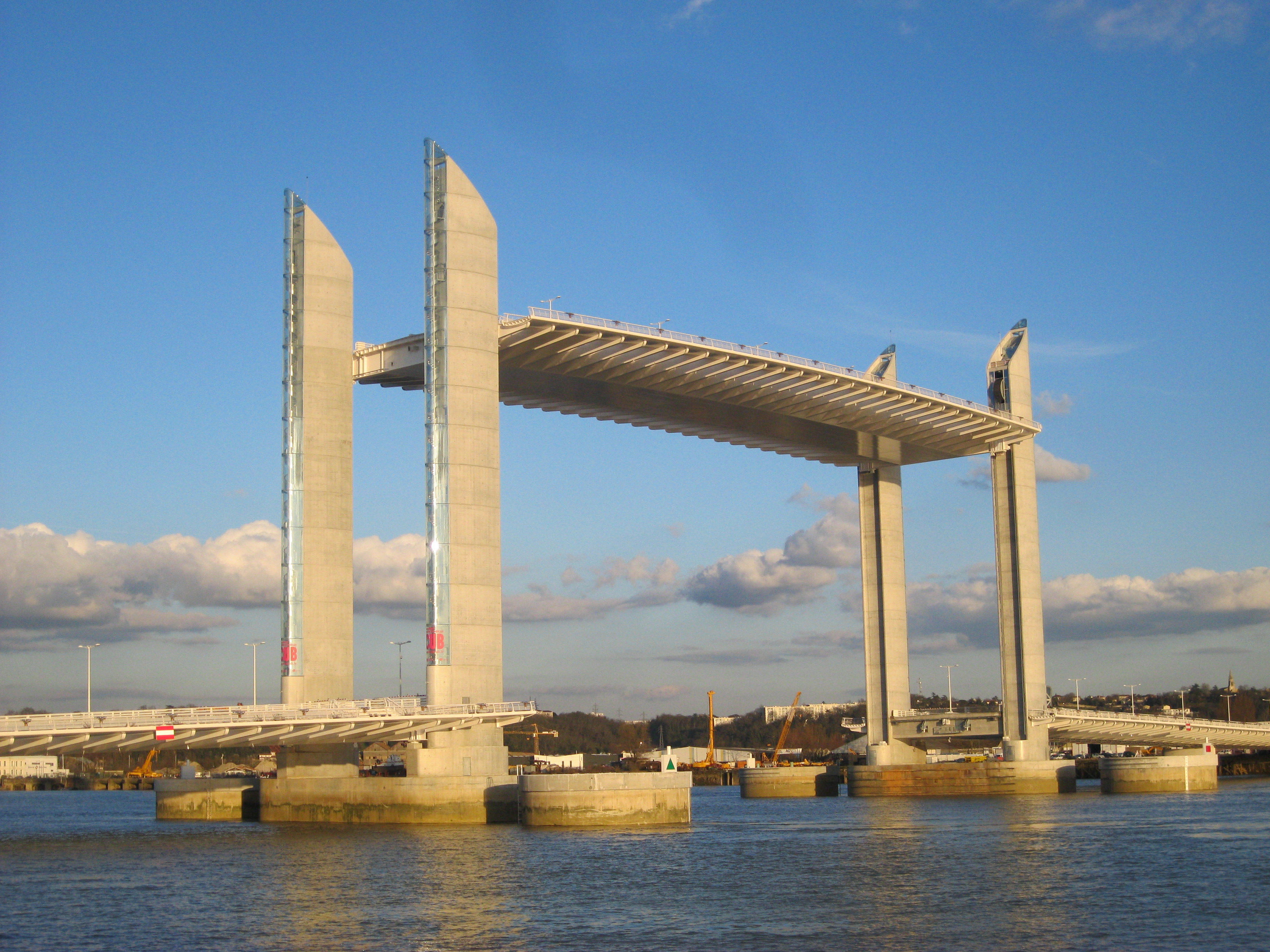
Pont Jacques-Chaban-Delmas à Bordeaux.
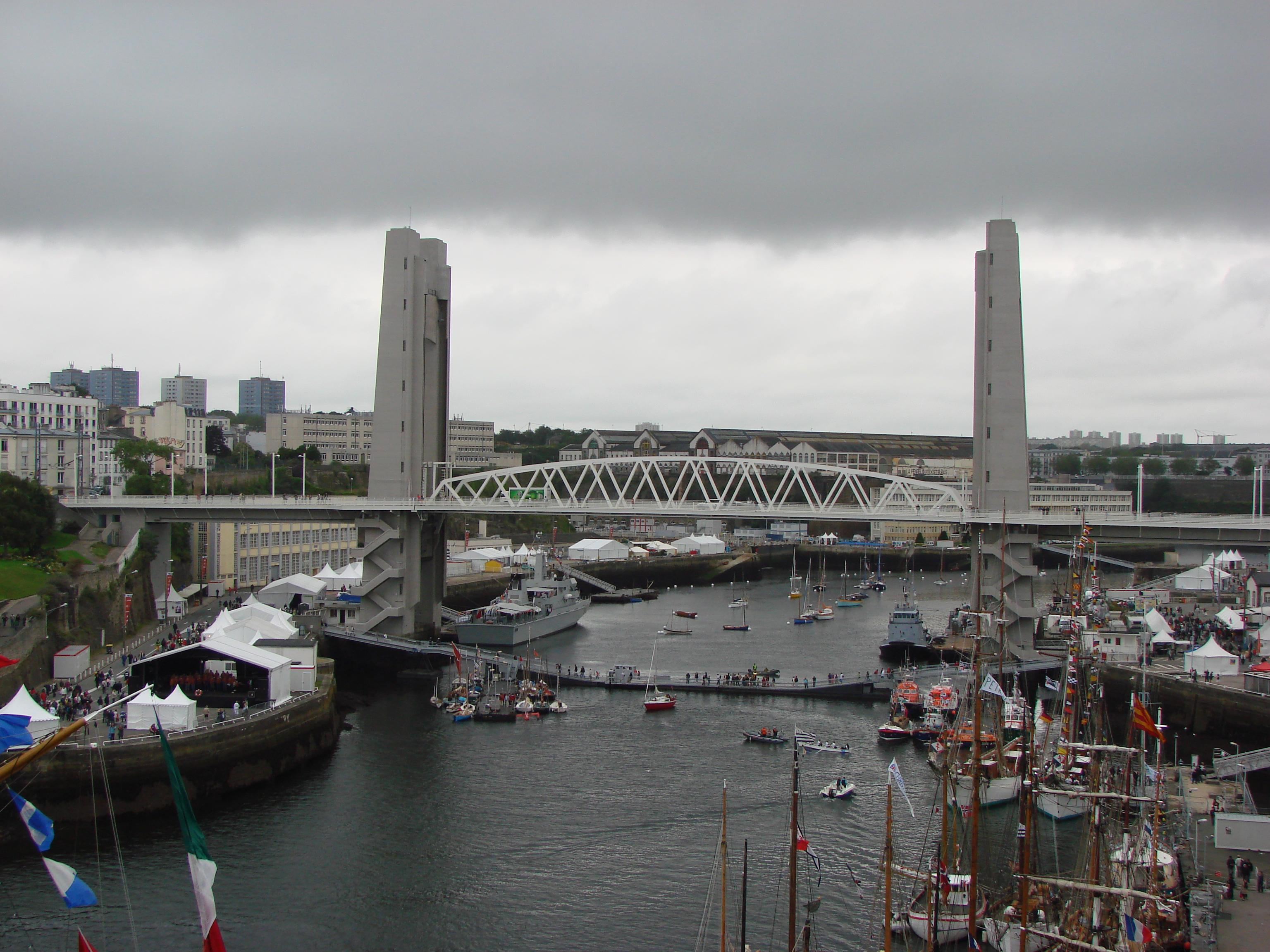
Pont de Recouvrance à Brest.
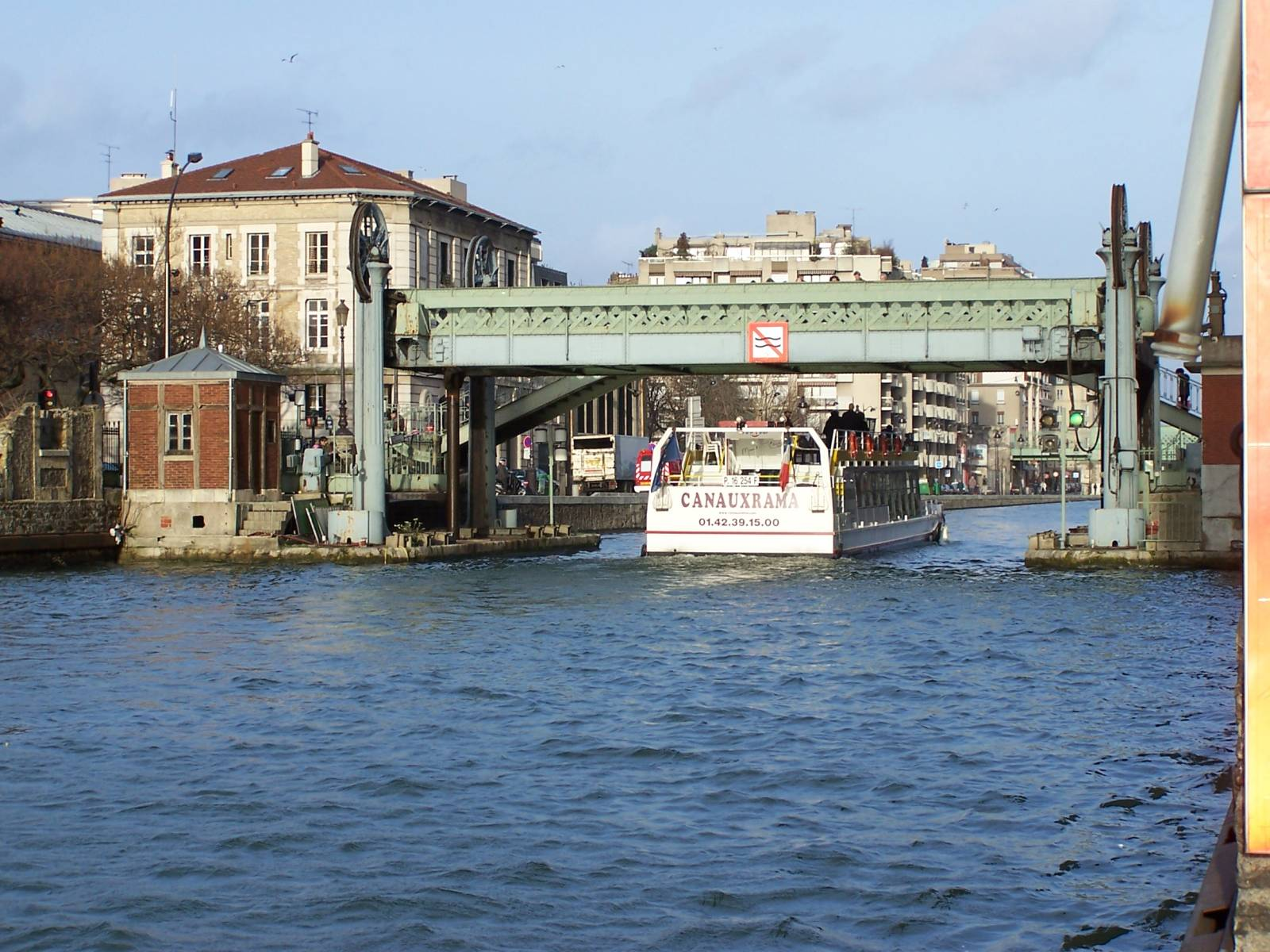
Pont de la rue de Crimée à Paris.

## Autres sortes de ponts levants
- Pont levant à articulation centrale variable : passerelle Victor-Schœlcher à Nantes (ouverte en 2001).

Tablier sur vérins
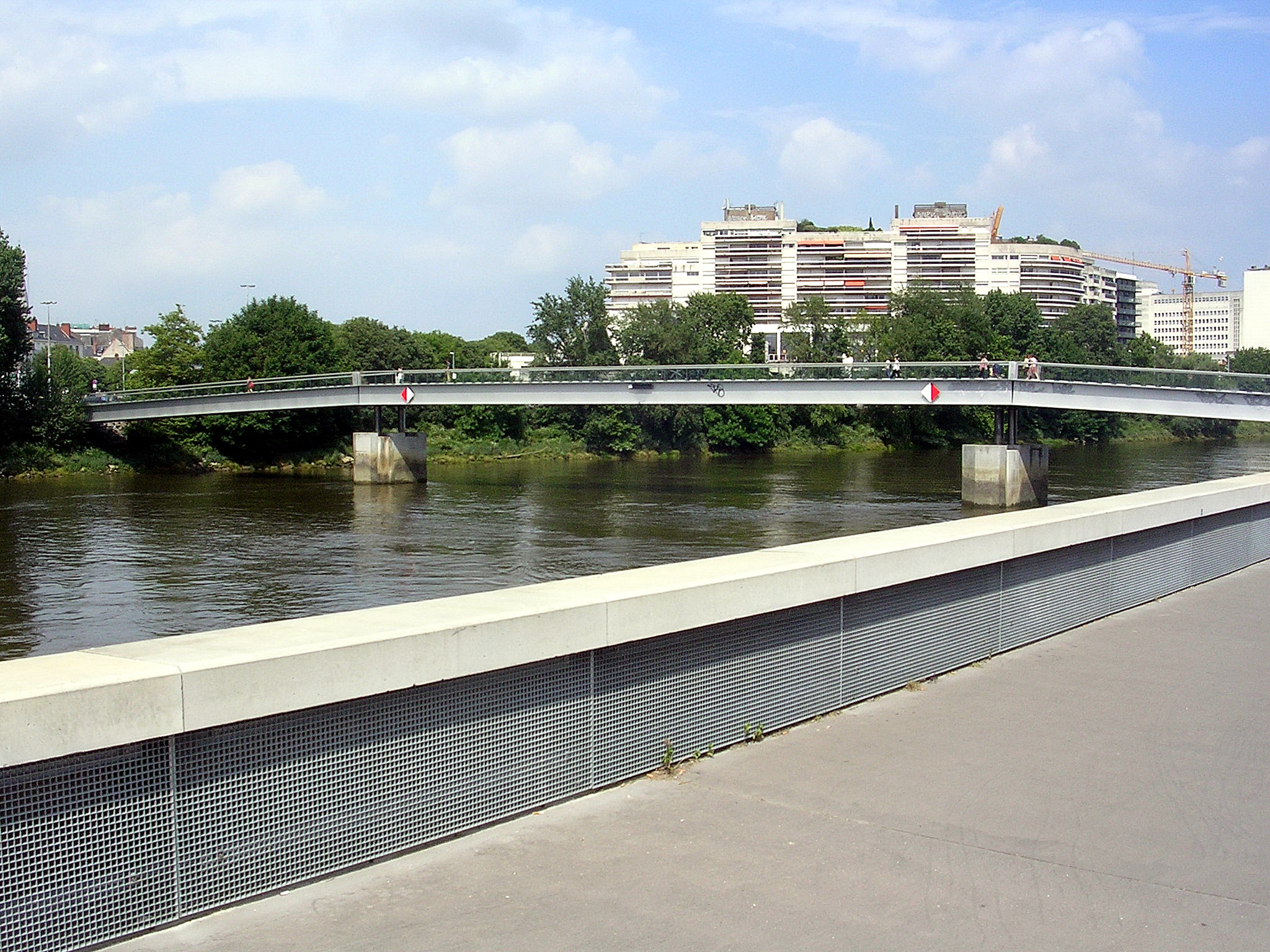
Passerelle Victor-Schoelcher à Nantes